# 安部川澄夫
安部川 澄夫（あべかわ すみお、1922年11月4日 - 2017年8月3日）は、日本の実業家。大和銀行元頭取・会長、新関西国際空港会長。東京都出身。

## 経歴・人物
府立一中、一高を経て1947年に東京大学法学部を卒業し、同年に野村銀行（のちの大和銀行。統合により現在はりそな銀行となる。）に入社した。
「大和のプリンス」として注目され、1977年4月からは大和銀行副頭取を務め、1984年6月から1991年4月までに頭取を務めた。会長時代には、1985年に経営破たんした三光汽船の再建で手腕を発揮し、1989年にはイギリスのロイズ銀行から同行のアメリカの支店網を買収するなど、海外拠点の拡充にも力を入れた。
1991年4月から会長を務めたが、1995年11月の大和銀行ニューヨーク支店巨額損失事件による責任を取る形で辞任した。
その一方で、大阪商工会議所副会頭を務め、国際花と緑の博覧会のPRと関西国際空港建設の推進に尽力した。新関西国際空港会長も務めた。1988年に藍綬褒章を授賞した。
2017年8月30日肺炎により死去。94歳没。